# Pierre Vago
Pierre Vago (30 août 1910 à Budapest – 1er février 2002 à Noisy-sur-École) est un architecte français qui participa au projet Hansaviertel de Berlin. Il est connu sur le plan international comme l'éditeur de la revue L'Architecture d'aujourd'hui et comme le secrétaire général de l'UIA dont il resta président d'honneur jusqu'à sa mort.

Basilique Saint-Pie-X

## Biographie

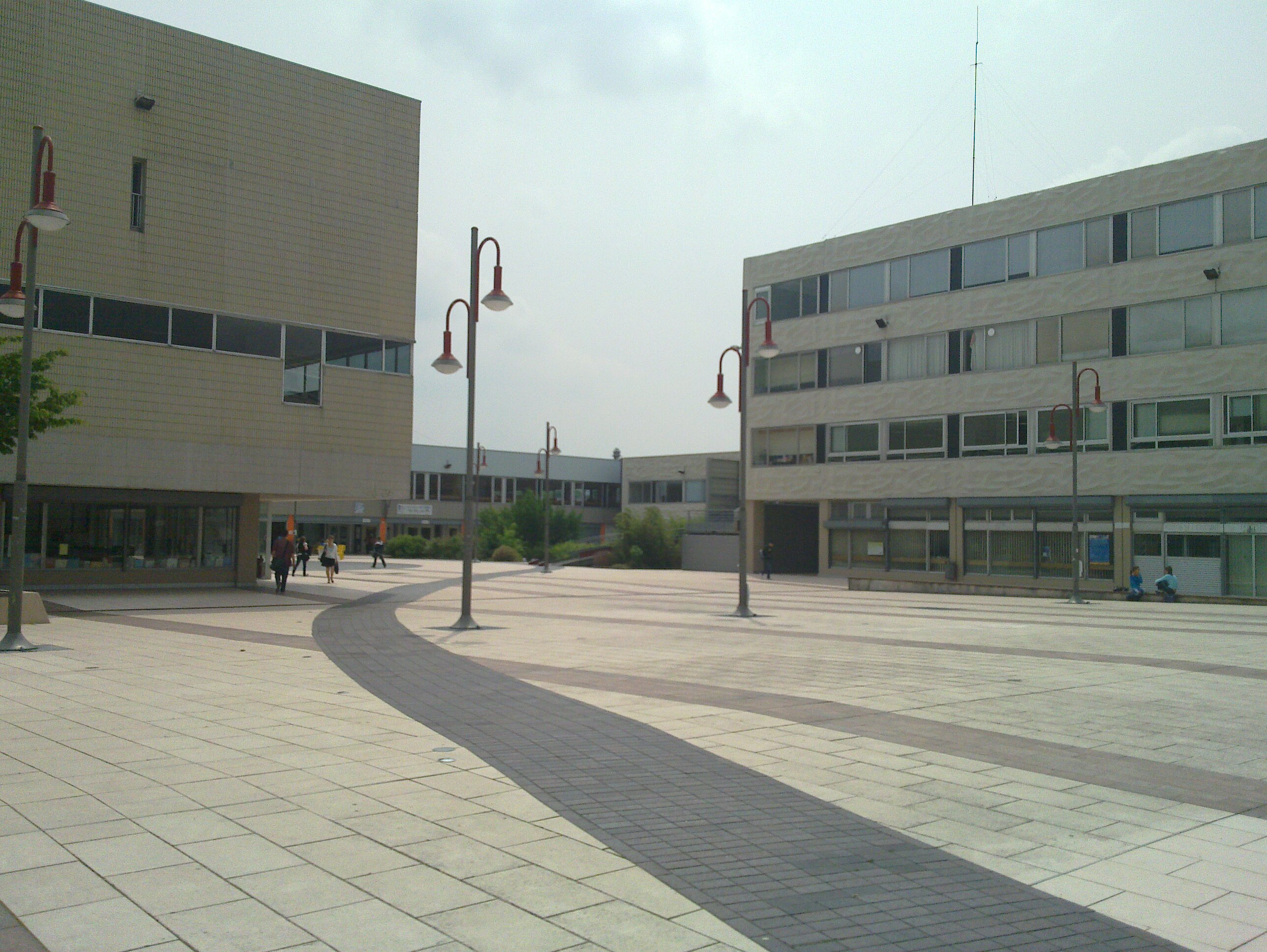
Bâtiments de l'Université Lille III, Villeneuve-d'Ascq

Le jeune français Vago, né à Budapest le 30 août 1910, est le fils de l'architecte hongrois Joseph Vago et de la cantatrice Ghita Lenart. Après la Première Guerre mondiale, il réside à Rome jusqu'en 1928 puis à Paris où il suit les cours de l'École spéciale d'architecture (ESA). En raison de ses différents projets, usines, banques centrales de Tunisie et d'Algérie ainsi que de sa controversée basilique Saint-Pie-X de Lourdes, il est l'objet d'un intérêt plus soutenu après la Seconde Guerre mondiale. Il participe à la reconstruction d'une partie de la ville d'Arles détruite par les bombardements alliés en 1944. Il s'inspire et suit les traces de Le Corbusier. 
Éditeur de l'influente revue L'Architecture d'Aujourd'hui, Pierre Vago devient un important critique international d'architecture. Il fonde en 1948 l'Union internationale des architectes (UIA), dont il sera le secrétaire général pendant de longues années. Son objectif est de réunir les architectes du monde entier dans une organisation commune fédérant toutes les associations nationales d'architectes. En 2005, l'UIA est reconnue dans 95 pays et représente environ 1.500.000 architectes. Dès la fin des années 1950 les architectes des Allemagne de l'Est et de l'Ouest se sont déjà rapprochés sous l'égide de l'UIA. Pierre Vago est également un partisan de la politique de réconciliation franco-allemande. En 1970, il est l'un des architectes avec André Lys des nouveaux locaux de l'Université Lille III à Villeneuve-d'Ascq .
Le symposium d'architecture "Mensch und Raum" qui se tient à Vienne en 1984 a une renommée internationale. Pierre Vago y participe avec en particulier les architectes suivants : Justus Dahinden, Dennis Sharp, Bruno Zevi, Jorge Glusberg, Otto Kapfinger, Frei Otto, Paolo Soleri, Ernst Gisel, Ionel Schein.
Pierre Vago était membre honoraire de prestigieux instituts internationaux d'architectes, comme le Royal Institute of British Architects (RIBA), le Bund Deutscher Architekten (BDA) et l'American Institute of Architects (AIA).

## Publications (sélection)
- Pierre Vago, l'Architecture d'aujourd'hui, revue internationale d'architecture contemporaine, Paris, 1971
- Gabriel Epstein, Pierre Vago, Klaus Müller-Rehm, Architektur-Experimente in Berlin und anderswo. Für Julius Posener, 1989,  (ISBN 3-924812-24-1)
- Pierre Vago, L'UIA, 1948-1998, Epure, 1998,  (ISBN 2-907687-58-1)
- Pierre Vago, Pierre Vago, une vie intense, Aam, 2000,  (ISBN 2-87143-110-8)